# Toluen
Toluenul sau toluolul este o hidrocarbură aromatică lichidă, incoloră, inflamabilă, insolubilă în apă, din seria benzenului. Toluenul se extrage din gazele de cocserie și din gudroanele cărbunilor de pământ. Se întrebuințează la prepararea unor coloranți, a unor medicamente etc. În combinație cu alte elemente poate deveni extrem de periculos; de exemplu prin nitrarea toluenului se obține trinitrotoluenul (trotilul) - TNT, un exploziv puternic. Asupra organismului uman are efecte nocive dacă este inhalat, dar spre deosebire de benzen, care este cancerigen, toluenul nu prezintă asemenea efecte, datorită prezenței radicalului metil (CH3-), ce scade caracterul său aromatic făcându-l mai ușor asimilabil. De asemenea, toluenul este utilizat ca drog halucinogen, cu efecte devastatoare pentru sistemul nervos sau osos.

## Istoric
Numele de toluen provine din vechea denumire, toluol, ce face referință la balsamul de tolu , un compus aromatic extras din reprezentanții speciei columbiene de Myroxylon balsamum, din care a fost pentru prima oară separat. A fost inițial denumit de către Jöns Jakob Berzelius.

## Obținere
Toluenul apare în mod natural în concentrații mici în petrol și este produs în mod industrial în cadrul procesului de obținere a benzinei prin reformare catalitică. sau prin cocsificarea cărbunilor de pământ.
Toluenul se mai poate obține mai ușor, în laborator, prin reacția directă dintre benzen și clorură de metil, în prezența catalizatorului de clorură de aluminiu:
C6H5H + CH3Cl  →  C6H5CH3 +  HCl